# Conan Osiris
Tiago Emanuel da Silva Miranda (Lisboa, Portugal, 5 de janeiro de 1989), mais conhecido pelo seu nome artístico, Conan Osiris, é um compositor, cantor e produtor musical português.
Recebeu reconhecimento após, em 2016 e 2017, ter lançado dois álbuns e marcado presença através de atuações importantes, tais como a primeira apresentação em televisão no programa 5 Para a Meia-Noite, o primeiro concerto na Galeria ZDB ou a festa de antecipação do festival de cinema independente IndieLisboa. Ganhou popularidade nacional e internacional ao apresentar-se com a canção Telemóveis no Festival RTP da Canção 2019. Atingiu, igualmente, as tendências nas plataformas YouTube e Spotify em Portugal. Depois de ter ganho o referido festival, a 3 de março de 2019, Conan Osiris competiu no Festival Eurovisão da Canção 2019 em Telavive, em representação de Portugal.
As canções de Conan Osiris têm sido destacadas pelos críticos pela mistura única de géneros musicais e do romantismo trágico das letras com expressões em calão, jogos fonéticos e expressões populares.

## Biografia
Tiago Miranda nasceu em Lisboa, viveu no bairro de Santa Maria dos Olivais e, mais tarde, mudou-se para o Cacém. Foi aí que, entre o 9.º e o 12.º ano, frequentou a Escola Secundária Gama Barros, onde conheceu a colega de turma Rita Moreira (conhecida pelo nome artístico de Sreya e irmã de João Reis Moreira, bailarino que tem acompanhado o cantor nos concertos ao vivo desde 2018) e de Rúben de Sá Osório (seu estilista e amigo próximo).
Após o ensino secundário, fez a licenciatura em Design de Comunicação e Produção Audiovisual, na Escola Superior de Artes Aplicadas do Instituto Politécnico de Castelo Branco, curso que não concluiu por duas disciplinas.
Com o regresso para Lisboa em 2012 começou a trabalhar na cadeia de sex shops ContraNatura, entre as suas 4 lojas.
Em 2018, após o sucesso do álbum Adoro Bolos, abandona o trabalho para dedicar-se por inteiro na sua música.

## Música
Começou a sua carreira musical em 2008 quando, com Rita Moreira, cria o grupo Powny Lamb. Em 2011 lançam o EP Cathedral através da plataforma Soundcloud.
Tiago Miranda decidiu depois passar a usar o nome artístico de Conan Osiris - "Conan" como referência a Conan - O Rapaz do Futuro, e "Osiris" por causa do respectivo deus egípcio. Usa o nome pela primeira vez na música "Secluded", composta para o estilista Iuri, que a usou no desfile outono/inverno 2013/2014 no ModaLisboa. 
Neste período compôs também para o ModaLisboa as seguintes canções: Evaporate (Hibu, primavera/verão 2014), Pyres (Gonçalo Páscoa, primavera/verão 2014), Tryptich (Valentim Quaresma, outono/inverno 2014/2015) e Selenographia (Hibu, outono/inverno 2014/2015). Estas cinco canções acabam por ser compiladas no EP de 2014, Silk, onde também constam as músicas Remuneration e Amália, esta última marcando um novo rumo na sua carreira, pois foi a primeira música em que Conan Osiris canta em português. Devido à falta de recursos, a canção foi gravada com um microfone do Singstar.
Em 2016, lança o seu primeiro álbum Música, Normal. Sobre o conceito do trabalho definiu "música normal" como um estilo "que dá para o que a pessoa quiser: rir, chorar, dançar, viajar, tomar banho" ou "a música 'chego ao clube de póneis e fico bonita, lavo o meu pónei, penteio sua grande crina, a treinadora ensina a saltar, tu és a menina bonita do clube de póneis dos barriguitas'"
Em 2017, coescreve e produz o álbum Emocional, primeiro álbum de Rita Moreira, usando o nome artístico Sreya.
A 30 de dezembro de 2017, lança o álbum Adoro Bolos, que rapidamente se converte numa peça de culto, fruto da sua idiossincrasia musical e das letras pragmáticas e nonsense. Nesse álbum, encontram-se as canções Cellulitite, 100 Paciência, Borrego, Ein Engel e Adoro Bolos.
Em fevereiro de 2019, foi anunciado como compositor e intérprete da canção Telemóveis, com a qual participaria no Festival RTP da Canção. Ficou em primeiro lugar no festival no dia 3 de março de 2019 e representou Portugal no Festival Eurovisão da Canção 2019, em Tel Aviv. Osiris atuou na primeira semifinal deste evento, ficando no antepenúltimo posto entre dezassete país e, consequentemente, não tendo passado à final. A última vez que Portugal não tinha passado à final tinha sido em 2015 (sendo que Portugal não participou na edição de 2016 do festival).

## Discografia

### Álbuns
| Título         | Detalhes                                                                                 | Posições nas listas de sucessos |
| Título         | Detalhes                                                                                 | POR                             |
| -------------- | ---------------------------------------------------------------------------------------- | ------------------------------- |
| Cathedral      | - Lançamento: 2011 (POR)                                                                 | —                               |
| Silk           | - Lançamento: 24 de junho de 2014 (POR) - Discográfica: AVNL Records                     | —                               |
| Música, Normal | - Lançamento: 5 de agosto de 2016 (POR) - Discográfica: AVNL Records                     | —                               |
| Adoro Bolos    | - Lançamento: 30 de dezembro de 2017 (POR) - Discográfica: Ao Sul do Mundo, AVNL Records | —                               |

### Singles
| Título       | Ano  | Posição máxima | Álbum/EP                |
| Título       | Ano  | POR            | Álbum/EP                |
| ------------ | ---- | -------------- | ----------------------- |
| "Telemóveis" | 2019 | 10             | Festival da Canção 2019 |

## Prémios e nomeações
| Ano  | Prémio                              | Categoria         | Resultado |
| ---- | ----------------------------------- | ----------------- | --------- |
| 2019 | Play - Prémios da Música Portuguesa | Artista Revelação | Venceu    |